# Jean Mahieu
Jean (Jan) Marie Joseph Alphonse Pierre Mahieu, né le 12 novembre 1874 à Roulers et y décédé le 16 juin 1947, fut un industriel et homme politique belge, membre du parti catholique.

## Mandats
- Conseiller communal de Roulers : 1903-1946
- Bourgmestre de Roulers : 1908-1946
- Membre de la Chambre des représentants (Belgique) : 1912-1921
- Sénateur : 1921-1939

## Sources
- P. Van Molle, Het Belgisch parlement, p. 231.
- Fiche Bio sur ODIS

- Ressource relative à plusieurs domaines :   - ODIS